# Plesiochrysa peterseni
Plesiochrysa peterseni is een insect uit de familie van de gaasvliegen (Chrysopidae), die tot de orde netvleugeligen (Neuroptera) behoort. 
Plesiochrysa peterseni is voor het eerst wetenschappelijk beschreven door Banks in 1924.